# Chironia baccifera
Chironia baccifera är en gentianaväxtart som beskrevs av Carl von Linné. Chironia baccifera ingår i släktet Chironia och familjen gentianaväxter. Inga underarter finns listade i Catalogue of Life.